# Stöttham

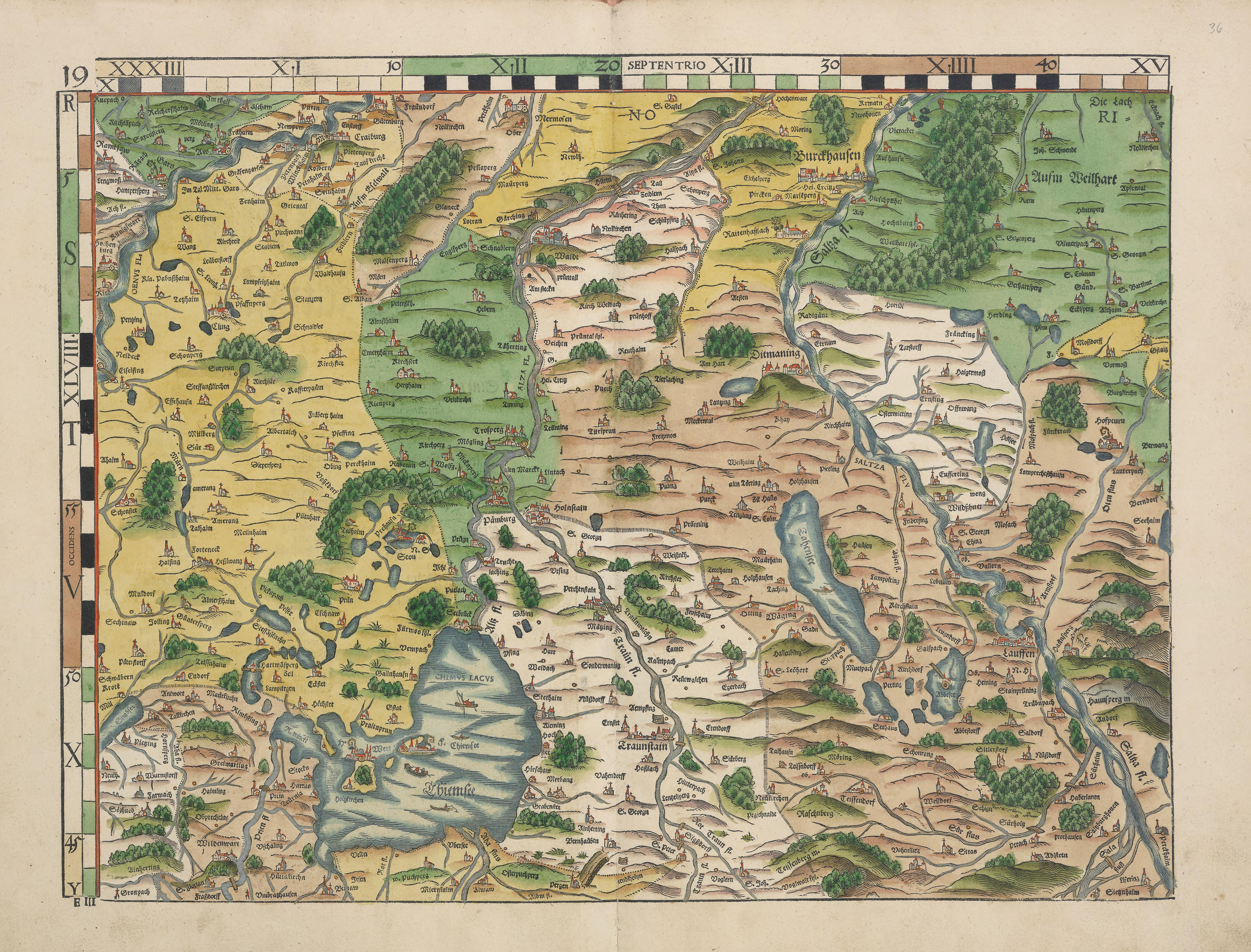
„Stethaim“ auf Philipp Apians Bairischen Landtafeln von 1568

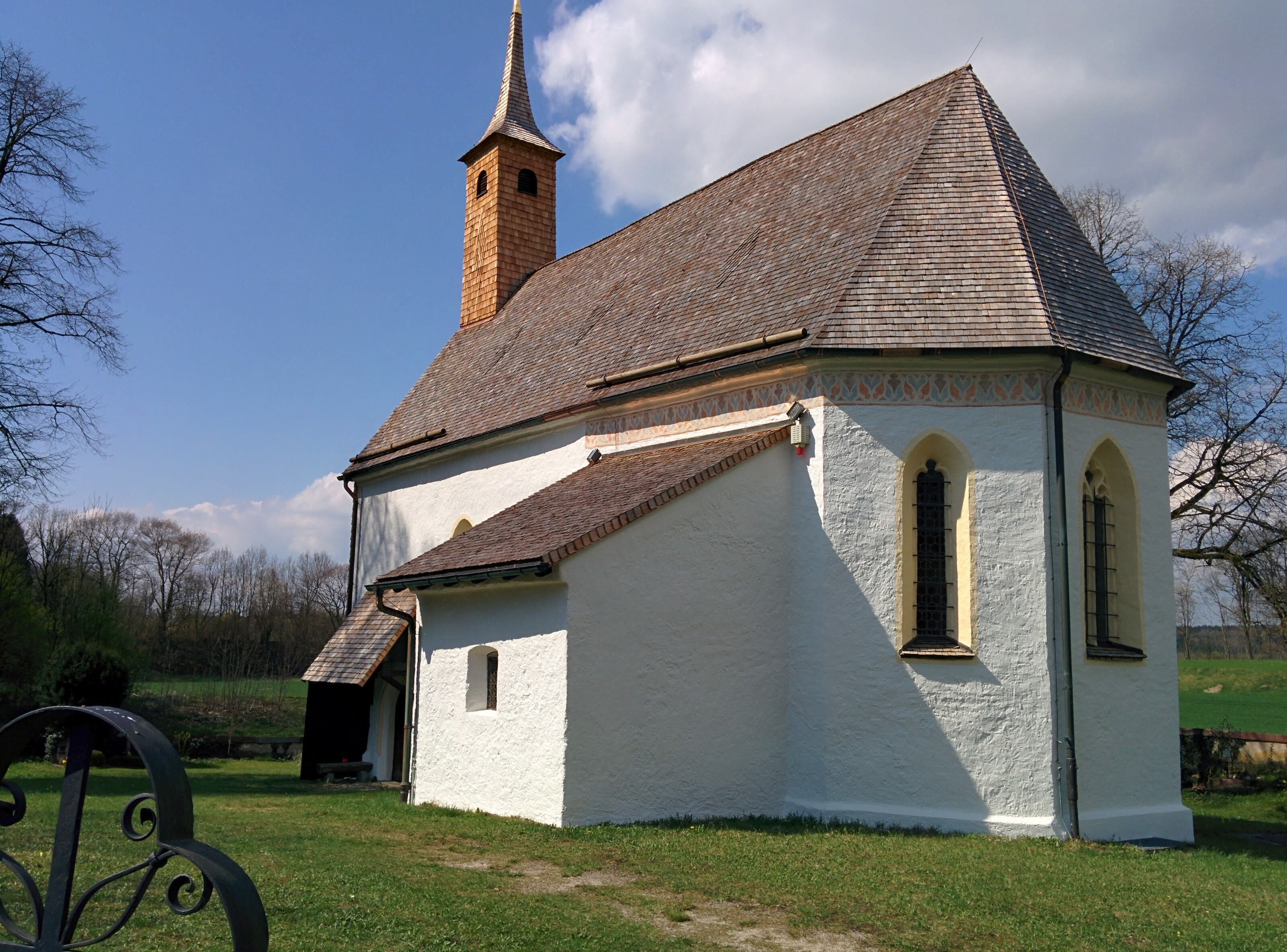
Kirche St. Johann Baptist

Stöttham ist ein Gemeindeteil der Gemeinde Chieming im oberbayerischen Landkreis Traunstein. Das Kirchdorf liegt circa einen Kilometer nördlich von Chieming am Chiemsee. Bei Stöttham mündet der Lohbach in den Chiemsee.

## Geschichte
Im späten 10. Jahrhundert wird der Ort erstmals genannt. Im 12. Jahrhundert tauchen Vertreter eines Geschlechts von Stöttham auf, die als Ministerialen den Markgrafen von Kraiburg dienten. 
Die offene Hofmark Chieming war bis 1803 im Besitz des Klosters Baumburg. Im Zuge der staatlichen Neuordnung im Königreich Bayern wurde Chieming politische Gemeinde mit den dazugehörigen Ortschaften Aufham, Außerlohen, Eglsee, Kleeham, Laimgrub, Pfaffing, Manholding, Schützing, Stöttham und Weidach.

## Baudenkmäler
- Katholische Filialkirche St. Johann Baptist, westlich des Ortes in Richtung Schützing

## Bodendenkmäler
- Siedlung des Jungneolithikums (Münchshöfener Kultur), der Spätbronzezeit, der Urnenfelderzeit und der römischen Kaiserzeit sowie Brandgräber der Urnenfelderzeit.